# Jacobus Johannes Brandjes
Jacobus Johannes Brandjes, (Baarn, 2 mei 1922 – Florida, 14 januari 2002) was Engelandvaarder tijdens de Tweede Wereldoorlog. Co Brandjes werd in de nacht van 5 op 6 juni 1944 door het Bureau Inlichtingen (BI), in de omgeving van Sprang-Capelle, boven Noord-Brabant geparachuteerd. Hij verzorgde het radiocontact tussen de verzetsgroep "Harry" en de daarmee samenwerkende illegale organisaties en het BI in Londen. Zijn opdracht werd beëindigd op 5 oktober 1944. 

## Engelandvaarder
Co Brandjes werd in Londen opgeleid tot agent van het Bureau Inlichtingen (BI). Het BI werkte nauw samen met de Engelse Secret Intelligence Service (SIS). Na zijn opleiding tot radiotelegrafist was hij gereed om boven bezet Nederland te worden geparachuteerd.

## Opdracht
Co Brandjes  kreeg van het BI de opdracht om contact op te nemen met Theo Tromp (1903-1984) in Eindhoven. Tromp onderhield de contacten met de Deutsche Verwaltung van Philips. Tromp was eveneens de leider van de spionage groep "Harry" en hij werkte nauw samen met andere illegale verzetsorganisaties in Eindhoven. Brandjes had een bedrag van vijftigduizend gulden uit Londen meegekregen. Ook had hij materiaal bij zich om microfilmfoto's te maken. Het geldbedrag was bestemd voor Tromp. Met het geld kon Tromp het verzet in de regio Eindhoven financieren. Het materiaal voor de microfilmfoto's was bestemd voor de microfilm-fotograaf van de Zendgroep Barbara, de agent Marinus Verhage. Brandjes had de opdracht om het radiocontact te verzorgen tussen de groep "Harry" en het BI in Londen.

## Plaats van tewerkstelling
In de nacht van 5 op 6 juni 1944 werd Co Brandjes in de omgeving van Sprang-Capelle, boven Noord-Brabant geparachuteerd. Brandjes moest in Eindhoven de plaats innemen van Martien Willem van de Waal (1918-1945). Van de Waal was op 9 mei 1944 door de Sicherheitsdienst (SD) gearresteerd en hij had zodoende zijn bestemming in Eindhoven niet kunnen bereiken. Toen de agent Willem Jan Hubertus Schreinemachers (1910-1987), werkzaam voor de Zendgroep Barbara, via Zweden naar Londen was gereisd, had hij bij het BI rapport uitgebracht. Hij had aanbevolen om de opvolger van Martien van de Waal onder te laten duiken op het adres van M.F. Elkerbout in Eindhoven. Schreinemachers wist dat Theo Tromp onder verdenking stond van de SD. Elkerbout was een leidinggevende bij het Philips-concern en hij was de naaste medewerker van Theo Tromp. Vandaar dat Brandjes na zijn parachutering als eerste aanloopadres naar Elkerbout in Eindhoven reisde. Toen Brandjes bij Elkerbout voor de deur stond vernam hij van het dienstmeisje dat Elkerbout veertien dagen daarvoor door de SD was gearresteerd. Brandjes maakte zich snel uit de voeten en hij vertrok uit Eindhoven. Gelukkig had de arrestatie van Elkerbout niets met de arrestatie van Martien van de Waal te maken. Elkerbout was verraden door een met de Nationaal-Socialistische Beweging (NSB) sympathiserende medewerker van Philips.

### De seinpost in Sprang-Capelle
Brandjes zocht naar een andere weg om Theo Tromp te ontmoeten. Hij wendde zich tot de radiohandelaar André van Wijlen in Sprang-Capelle. Van Wijlen was een medewerker van de spionagegroep Albrecht. Beroepshalve had Van Wijlen connecties met het Philips-concern in Eindhoven. Het toeval wilde dat hij ook met Theo Tromp op illegaal gebied samenwerkte. Samen met Tromp zette hij zich in voor het naar bevrijd gebied  brengen van neergehaalde en ondergedoken geallieerde piloten. Van Wijlen bood Brandjes onderdak aan. Brandjes vestigde zijn seinpost in Sprang-Capelle. De kwaliteit van het seincontact met Londen was slecht. André van Wijlen liet Theo Tromp weten dat hij een uit Londen gedropte agent van het BI in huis had. Tromp reisde naar Sprang-Capelle en hij maakte kennis met Brandjes.

### De seinpost in Eindhoven
Op aandringen van Theo Tromp vestigde Brandjes zich met tegenzin in Eindhoven en hij richtte daar een seinpost in. Tijdens zijn radiocontacten met het BI maakte Co Brandjes gebruik van de codenamen Leendert, Hamerteen en Jacques de Bruin. Tijdens zijn contacten in "het veld" gebruikte hij de schuilnaam J.F. de Zwart. 
Tromp en Brandjes konden het goed met elkaar vinden. Ondanks de goede samenwerking gaf Brandjes er de voorkeur aan om naar Sprang-Capelle terug te keren. Tromp moest hem dan vanuit Eindhoven van spionage berichten voorzien. Brandjes had met Van Wijlen en een aantal geallieerde piloten vriendschap gesloten. De sfeer bij zijn leeftijdsgenoten in Sprang-Capelle sprak hem bijzonder aan. Tromp kon aan het verzoek van Brandjes geen gehoor geven omdat de kwaliteit van de zendverbinding in de Langstraat te wensen over liet. Vanaf dat moment deed Brandjes er alles aan om zijn seincontact in de Langstraat te verbeteren.

### Een seinpost in de kerktoren van Tongelre
Kort na zijn aankomst in Eindhoven moest Tromp onderduiken. Op het nippertje kon hij een arrestatie voorkomen. Tromp gaf de leiding van de Groep "Harry" over aan O.L. van Steenis. Brandjes verplaatste met de hulp van Steenis zijn seinpost in Eindhoven naar de klokkentoren van de  Sint-Martinuskerk van Tongelre. De radio zend ontvanger werd in het orgel verborgen. Vanuit de unieke zendlocatie was het radiocontact met het BI in Londen  van een uitstekende kwaliteit. 
Na verloop van tijd ontstonden er door het grote leeftijdsverschil en de botsende karakters in de werkrelatie tussen Brandjes en Steenis wrijvingen. Brandjes verlangen om terug te gaan naar de Langstraat werd met de dag groter. Bij Van Wijlen had Brandjes een goede tijd gehad. In Tongelre voelde hij zich eenzaam en hij verveelde zich een ongeluk. Het aantal berichten dat hij ter verzending kreeg aangeboden was minimaal. De oprukkende geallieerde legers hadden de Duitsers in opperste staat van paraatheid gebracht. Met razzia's en de terechtstelling van verzetsmensen probeerden ze de leden van het Eindhovense verzet te ontmoedigen. Ondanks de verhoogde paraatheid van de Duitsers en het minimale aanbod van militaire inlichtingen was Brandjes toch in staat een belangrijk bericht naar het BI in Londen te verzenden. Het bericht had zelfs de geschiedenis een andere wending kunnen geven. Brandjes gaf het bericht door waarin melding werd gemaakt van de troepenverplaatsing van de Duitse tankdivisies in de omgeving van Arnhem. Als gevolg van deze troepenverplaatsing zou op een later moment de opmars van de geallieerde troepen bij Arnhem vastlopen. Helaas legde generaal Bernard Montgomery 1887-1976) de meldingen en de waarschuwingen van het Nederlands verzet hooghartig naast zich neer en werd de Operatie Market Garden een mislukking.
Overigens heeft Brandjes na de oorlog een Certificate of Service ontvangen getekend door Montgomery.

## Einde opdracht
Door het gebrek aan berichten begon de verveling bij Brandjes toe te slaan. Hij nam het in Tongelre niet erg nauw meer met de veiligheidsregels. Dit leidde weer tot fikse meningsverschillen met zijn opdrachtgever Steenis. In september 1944 had Brandjes er genoeg van. Via een koerier liet hij een afscheidsbriefje bij Theo Tromp bezorgen en hij keerde op eigen gelegenheid terug naar Sprang-Capelle. Bij Van Wijlen in Sprang-Capelle hoopte hij zich voor de spionagegroep Albrecht nuttig te kunnen maken. Op 5 oktober 1944 beëindigde Brandjes zijn opdracht. Hij reisde vanuit de Langstraat naar Eindhoven en hij meldde zich terug bij de staf van het BI. Brandjes kwam tijdens de debriefing met het voorstel om opnieuw boven bezet gebied te worden geparachuteerd. Hij wilde zich op een actievere wijze voor het BI inzetten dan hij tot nu toe had gedaan. Het voorstel kon bij de luitenant-kolonel Jan Marginus Somer geen goedkeuring vinden. Somer vond dat Brandjes, door op eigen initiatief zijn seinpost van Eindhoven naar de Langstraat te verplaatsen, zijn opdrachtgever Theo Tromp in de steek had gelaten. Daarnaast had Brandjes in Tongelre de veiligheidsregels overtreden en had hij zich niet aan de afspraken met zijn opdrachtgever Steenis gehouden. Brandjes werd door twee officieren naar Londen gebracht. In Londen werd hij op 11 december 1944 uit de dienst  ontslagen.
Hij ontving in 1946 een 'Certificate of Service', getekend door veldmaarschalk Montgomery. Uit handen van prins Bernhard der Nederlanden ontving hij het Bronzen Kruis voor moedig optreden gedurende zijn opdracht in bezet gebied.
Na 1945 vestigde Co Brandjes zich in Florida, Verenigde Staten. Op 14 januari 2002 is hij daar overleden. De helft van zijn as is bij zijn woonplaats Fort Pierce uitgestrooid over zee. De andere helft is begraven in een verzetsgraf op het kerkhof bij de Hervormde kerk in Castricum.